# Edwin Bergström
Knut Edwin Bergström, född 1865, död 1950, var en svensk uppfinnare och entreprenör.
Edwin Bergström arbetade efter lärlingsutbildning under sju år på ett kemilaboratorium i Stockholm. Han lärde sig vid sidan om glasblåsning och fick arbete på Gustaf de Lavals experimentlaboratorium. Han var därefter ett år på Strelenerts glödlampsfabrik i Stockholm under en tysk glasmästare. Han började 1889 försök med egen tillverkning av glödlampor i lokaler på Humlegårdsgatan, från 1890 i nya lokaler i Sundbyberg, under namnet Glödlampsfabriken Svea, E. Bergström & Co. Gustaf de Laval blev hälftendelägare 1895, varefter företaget namnändrades till De Lavals Glödlampsfabrik Svea.
Efter det att Edwin Bergström 1896 dragit sig ur glödlampsföretaget, grundade han Allmänna Brandredskapsaffären, E. Bergström & Co på basis av att han vidareutvecklade den av Carl Norell patenterade "Idealkopplingen" för brandslangar. Han gjorde även själv uppfinningar inom samma område. År 1918 blev ABA-slangkopplingen påbjuden standard i Sverige. Edwin Bergström har tagit patent på slangklämmor, det första redan 1896.
Allmänna Brandredskapsaffären AB drevs efter Edwin Bergströms död vidare av sonen Erik Bergström (1950–1970) och efter honom av sonsonen Nils Bergström fram till 2006, då företaget fusionerades med tyska Norma Group AG.